# Os Lusíadas em latim
Existem pelo menos quatro versões completas e publicadas de Os Lusíadas em latim. Além dessas, há versões parciais ou traduções de episódios.
A mais antiga edição da qual se tem notícia foi feita por Frei Tomé de Faria, bispo de Targa. A obra foi impressa em Lisboa por Gerardo da Vinha, em 1622. A tradução latina foi feita em versos hexâmetros dactílicos, o metro heroico, uma característica comum em poemas épicos. Tomé de Faria deixou de traduzir as últimas doze estâncias do Canto X,  substituindo-as por uma apóstrofe ao rei D. Manuel, em sete versos hexâmetros, em vez das últimas estâncias do poema.
A versão de Tomé de Faria provoca estranheza porque em parte alguma é apresentado o nome de Luís de Camões. No frontispício da obra, lê-se: “Lusiadum libri decem. Authore Dominu Fratre Thoma de Faria, Episcopo Targense” –  ou seja, o tradutor apresenta-se declaradamente como o autor da obra. A hipótese de plágio é improvável, visto que a obra de Camões já naquela época era bastante conhecida. Talvez o tradutor tivesse considerado desnecessária a menção do verdadeiro autor, o que seria evidente em uma obra intitulada Lusiadum libri decem. Contudo, a verdadeira razão pela qual se ocultou o nome de Camões permanece obscura.
No prefácio da tradução, Tomé de Faria aponta para uma forma específica de ler Os Lusíadas: encarar a obra como um incentivo ao fortalecimento do espírito nacionalista. O tradutor faz uma dedicatória ao Ilustre Reino de Portugal e expressa sua angústia perante a decadência na qual seu país vivia naquela época. Para isso, evoca os grandiosos feitos portugueses do passado a fim de sufocar as amarguras do presente. O texto propõe explicitamente a intenção de inserir no leitor essa atitude de encarar a obra como um fortalecimento na luta contra o domínio espanhol, que durou até 1640.
A segunda versão latina de "Os Lusíadas" é de Frei André Baião (Goa, 1566 – Roma, 1639). André Baião estudou teologia em Coimbra, foi gramático e poeta latino. Ensinou gramática e retórica em vários colégios e seminários de Roma, cidade onde traduziu a epopeia camoniana para a língua latina. A tradução em versos hexâmetros dactílicos está completa e data de 1625. Foi inspirada na leitura de Eneida, de Virgílio, obra que André Baião traduziu para versos gregos.
Embora essa versão tivesse sido redigida em 1625, permaneceu manuscrita e praticamente desconhecida por três séculos e meio. Foi finalmente publicada em 1972 por Justino Mendes de Almeida, em edição fac-similada, numa tentativa de preservar o manuscrito, em avançado estado de deterioração.
A terceira tradução de "Os Lusíadas" para o latim foi iniciada por frei Francisco de Santo Agostinho Macedo (Coimbra, 1594 — Pádua, 1681) e revista, completada e publicada em 1880 por António José Viale.
Foi o padre frei Clemente de Oliveira o autor da quarta versão latina da epopeia de Camões, intitulado-a LVSIADAE. A tradução foi editada por Nicolau Firmino e publicada em Lisboa, em 1983.
Em 1966, o padre dominicano completa a tradução do Canto I e depois, com versões latinas de outros poetas portugueses, foi completando, no seu retiro de Queluz de Baixo, de forma lenta mas segura, a tradução de "Os Lusíadas". Trata-se de uma versão fiel ao original, não uma paráfrase ou versão livre. Esta tradução é portanto fiel aos vocábulos e expressões do original, dessa forma procurou-se a transmissão fidedigna das ideias tanto quanto possível.
Ao contrário das três versões anteriores que utilizam o hexâmetro dactílico, nesta última o autor serviu-se de versos decassílabos, tentando, ao mesmo tempo, reproduzir o ritmo dos versos sáficos menores de Horácio.
Trecho da tradução de "Os Lusíadas" (Lvsiadae) pelo Padre Clemente de Oliveira:
I CANTVS
ARGVMENTVM

LVSITANA classis,

longissimis navigationibus factis, in Indi-

cum intrat Mare, ac – Baccho fortiter

adversante, Marte Venereque benigne

faventibus – prope Mombassam, extra

tamen portum, appellit.

Arma virosque pariter insignes

Lusitanis qui occiduis ab oris

Profecti, ignotis, metuendis altis

Navigatis, Trapobanem et ipsam

Praeteriere, periclisque et bellis

Super naturam fortes imbecillam,

Inter remotas gentes novum regnum

Finxerunt, quod sublime reddidere;

Gloria item praestantes omnes reges

Qui christianam Fidem dilatarunt

Imperiumque simul Lusitanum,

Errantes, Asiam, Africam vastantes;

Qui, grandium memoria factorum,

Sempiternum supererunt in aevum,

Canens, faventibus et Musa et arte.

Per totum prorsus orbem divulgabo.

Docti Graeci et Troiani praedicari

Ingentes desinant per maria cursus;

Regum praetermittantur Alexandri

Ac Traiani victoriae patratae:

Ego acres, claros Lusitanos canto,

Quibus Mars bellax Neptunusque parent.

Antiquae animo excidant Camenae;

Celebranda altiora surgunt gesta."

(Ludouici Camonii, Lusiadae)